# Santuario di Asama
Un santuario di Asama o di Sengen (浅間神社 Asama Jinja,Sengen Jinja) è un santuario shintoista. Ci sono approssimativamente 1300 santuari di Asama in Giappone, consacrati tutti alla divinità Konohanasakuya-hime. Il santuario principale è il Santuario di Fujisan Sengen (富士山本宮浅間大社) situato a Fujinomiya, prefettura di Shizuoka.
La fede alla divinità è collegata al Fuji, un vulcano. Asama, in giapponese antico, significa vulcano, i santuari di Asama sono per questo strettamente collegati al suddetto Monte Fuji.

## Alcuni santuari Asama in Giappone
- Santuario di Sengen (浅間神社) a Fuefuki, prefettura di Yamanashi
- Santuario di Komuro Sengen (小室浅間神社) a Fujiyoshida, prefettura di Yamanashi
- Santuario di Kitaguchi Motomiya Fuji Sengen (北口本宮冨士浅間神社) a Fujiyoshida, prefettura di Yamanashi
- Santuario di Fujiomuro Sengen (冨士御室浅間神社) a Fujikawaguchiko, prefettura di Yamanashi
- Santuario Shizuoka Sengen (淺間神社) ad Aoi, prefettura di Shizuoka
- Fujirokusho Sengen Shrine(富知六所淺間神社) a Fuji, prefettura di Shizuoka